# James Yuill

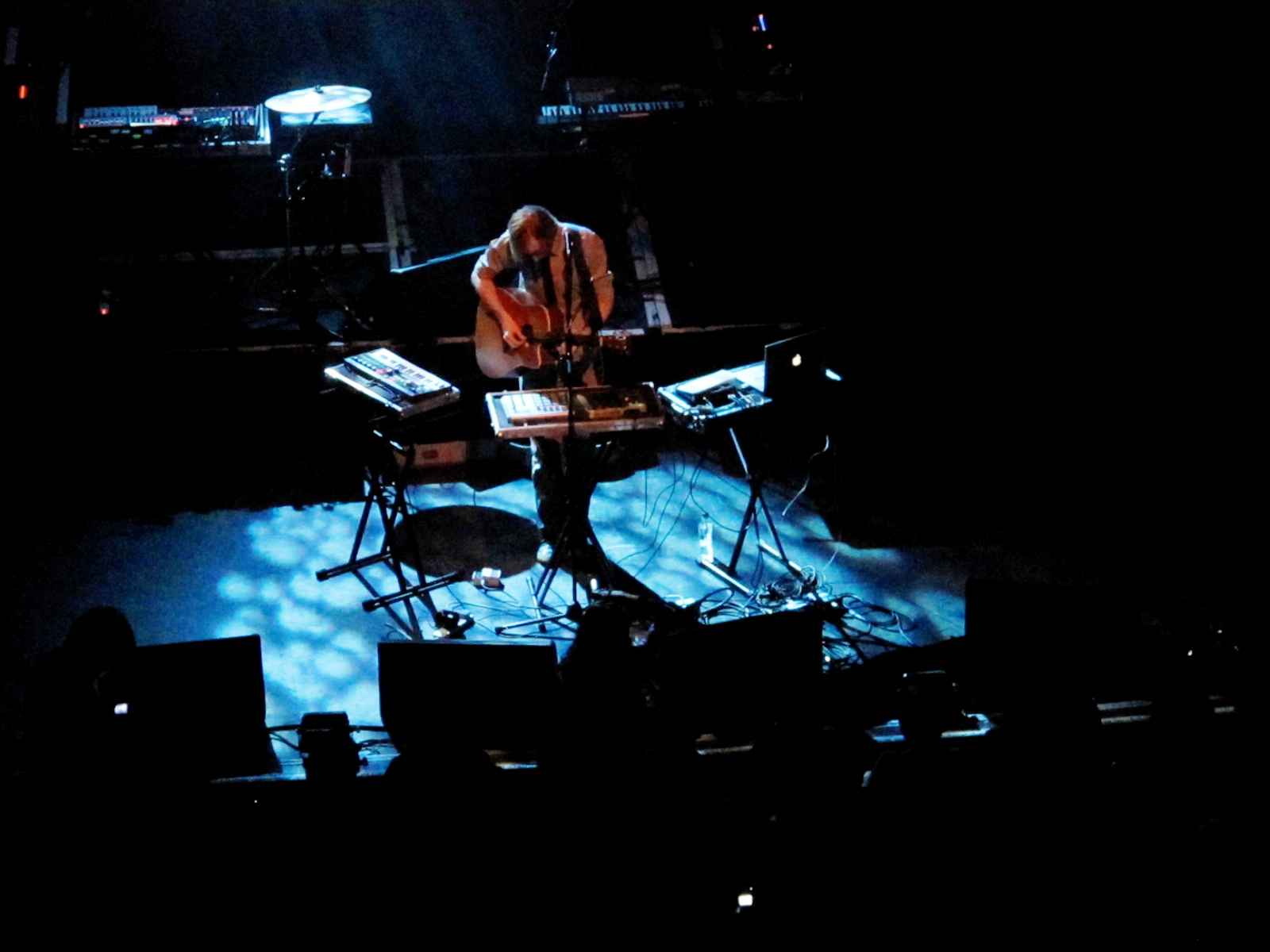
James Yuill tijdens een optreden

James Yuill, ook bekend onder zijn artiestennaam Yuilly, is een singer-songwriter uit Londen, Groot-Brittannië. Zijn stijl kenmerkt zich door een mix van folk op de akoestische gitaar, melodische electro (folktronica) en grime. Door muziekcritici wordt hij onder andere vergeleken met artiesten als Nick Drake en The Postal Service. In Europa brengt Yuill zijn albums uit bij het label Moshi Moshi.
In 2005 kwam zijn eerste album, "The Vanilla Disc", en dit betekende ook zijn doorbraak. In 2007 volgde in zijn eigen land een tweede cd, "Turning Down Water For Air". Dit album kwam in 2008 in de rest van Europa uit. In 2010 verscheen er een vervolg op "Turning Down Water For Air". Dit derde nieuwe album heette "Movement in Storm".